# 1980 Голяма награда на Австрия
1980 Голяма награда на Австрия е 12-о за Голямата награда на Австрия и десети кръг от сезон 1980 във Формула 1, провежда се на 17 август 1980 година на пистата Йостерайхринг близо до Шпийлберг, Австрия.

## Репортаж
Лотус даде шанс на Найджъл Менсъл да направи своя дебют с отбора, карайки третия болид, заедно с редовните пилоти Марио Андрети и Елио де Анджелис. Самият Андрети обаче се оказа обезверен с тима, воден от Колин Чапман, след два разочороващи сезона.

### Квалификация
Квалификацията е помрачена с тежкия инцидент на състезателя на Ероуз, Йохен Мас, чийто болид се преобърна няколко пъти, което причини травма във вратната област. След катастрофата на Мас, шестима пилоти бяха глобени със сума от 30 000 австрийски шилинга заради игнорирането на червените влагове. Пилотите на Рено отново бяха най-бързи, с Рене Арну и Жан-Пиер Жабуй окупирайки първата редица. Зад жълто-белите болиди са отборните формации на Уилямс и Лижие (съответно Алън Джоунс – 3-ти, Карлос Ройтеман – 4-ти, Жак Лафит – 5-и и Дидие Пирони – 6-и), Нелсън Пикет с Брабам, Бруно Джакомели с Алфа Ромео, Елио де Анджелис с Лотус и Дерек Дейли с Тирел.

### Състезание
Джоунс успя да мине пред двете Рена, докато Джакомели и Пирони направиха чудесни стартове. В края на първата обиколка Бруно, който е трети след като изпревари Жабуй, е изпреварен от Пирони и от Рено-то на Жан-Пиер. Обиколка по-късно французина изпревари Лижие-то на Пирони за трета позиция, докато Арну изпревари Джоунс за да поведе в третата обиколка. Андрети записа поредния разочороващ уикенд, след като отпадна с повреда в двигателя след само шест обиколки.
Дерек Дейли със своя Тирел, водеше битка с Фитипалди-то на Кеке Розберг за 11-о място, преди спирачките на неговия болид да откажат и излезе от трасето, удрейки дървените огради. Скоро и вторият Тирел управляван от Жан-Пиер Жарие също преустанови участието си с електрическа повреда. Пирони е изпреварен от Джакомели, Ройтеман и Пикет, след което напусна състезанието с проблем в управлението на своето Лижие в 25-а обиколка. Пикет мина пред Ройтеман и Джакомели за четвърта позиция, докато Рене Арну продължаваше да води. Скоро Арну получи проблем с деградацията на неговите гуми, което принуди французина да се прибере в бокса за смяна на гуми, а и с това давайки лидерството на Жабуй.
Около средата на състезанието, Ройтеман изпревари Алфа-та на Джакомели, а малко по-късно и Пикет, който имаше проблем с газта на своя Брабам, което позволи на Жак Лафит да го задмине за пета позиция. Страхотното каране на Джакомели завърши в 28-ата обиколка, след повреда в окачването. Следващия отпаднал е третият Лотус, управляван от Менсъл с повреда в двигателя (самият Найджъл получи изгарания от първа и втора степен по гърба след като преди началото на състезанието, механиците му заляха без да искат гориво по гърба на екипировката).
Деградацията на гумите сполетя и Жабуй и неговата десет секундна преднина е стопена от Джоунс и в последната обиколка, австралиеца е на позиция за атака. Жабуй удържа на атаката и финишира на осем десети от Алън. Ройтеман финишира трети пред Лафит, Пикет и де Анджелис. Единственият останал с обиколката на победителя е Макларън-а на Ален Прост. Въпреки че записа най-бърза обиколка, Арну завърши чак девети с обиколка изоставане.

## Класиране
| Поз | No | Пилот             | Конструктор    | Обиколки | Време/Отпадане | Място | Точки |
| --- | -- | ----------------- | -------------- | -------- | -------------- | ----- | ----- |
| 1   | 15 | Жан-Пиер Жабуй    | Рено           | 54       | 1:26:15.73     | 2     | 9     |
| 2   | 27 | Алън Джоунс       | Уилямс-Форд    | 54       | +0.82          | 3     | 6     |
| 3   | 28 | Карлос Ройтеман   | Уилямс-Форд    | 54       | +19.36         | 4     | 4     |
| 4   | 26 | Жак Лафит         | Лижие-Форд     | 54       | +42.02         | 5     | 3     |
| 5   | 5  | Нелсън Пикет      | Брабам-Форд    | 54       | +1:02.81       | 7     | 2     |
| 6   | 12 | Елио де Анджелис  | Лотус-Форд     | 54       | +1:14.97       | 9     | 1     |
| 7   | 8  | Ален Прост        | Макларън-Форд  | 54       | +1:33.41       | 12    |       |
| 8   | 2  | Жил Вилньов       | Ферари         | 53       | +1 Об.         | 15    |       |
| 9   | 16 | Рене Арну         | Рено           | 53       | +1 Об.         | 1     |       |
| 10  | 6  | Ектор Ребаке      | Брабам-Форд    | 53       | +1 Об.         | 14    |       |
| 11  | 20 | Емерсон Фитипалди | Фитипалди-Форд | 53       | +1 Об.         | 23    |       |
| 12  | 9  | Марк Сюрер        | АТС-Форд       | 53       | +1 Об.         | 16    |       |
| 13  | 1  | Джоди Шектър      | Ферари         | 53       | +1 Об.         | 22    |       |
| 14  | 29 | Рикардо Патрезе   | Ероуз-Форд     | 53       | +1 Об.         | 18    |       |
| 15  | 50 | Рупърт Кийгън     | Уилямс-Форд    | 52       | +2 Об.         | 20    |       |
| 16  | 21 | Кеке Розберг      | Фитипалди-Форд | 52       | +2 Об.         | 11    |       |
| Отп | 43 | Найджъл Менсъл    | Лотус-Форд     | 40       | Двигател       | 24    |       |
| Отп | 7  | Джон Уотсън       | Макларън-Форд  | 34       | Двигател       | 21    |       |
| Отп | 23 | Бруно Джакомели   | Алфа Ромео     | 28       | Колело         | 8     |       |
| Отп | 25 | Дидие Пирони      | Лижие-Форд     | 25       | Управление     | 6     |       |
| Отп | 3  | Жан-Пиер Жарие    | Тирел-Форд     | 25       | Електро        | 13    |       |
| Отп | 31 | Еди Чийвър        | Осела-Форд     | 23       | Колело-лагер   | 19    |       |
| Отп | 4  | Дерек Дейли       | Тирел-Форд     | 12       | Спирачки       | 10    |       |
| Отп | 11 | Марио Андрети     | Лотус-Форд     | 6        | Двигател       | 17    |       |
| НКв | 14 | Ян Ламерс         | Инсайн-Форд    |          |                |       |       |
| НКв | 30 | Йохен Мас         | Ероуз-Форд     |          | Пилота-ранен   |       |       |

## Класиране след състезанието
| Поз | Пилот           | Точки |
| --- | --------------- | ----- |
| 1   | Алън Джоунс     | 47    |
| 2   | Нелсън Пикет    | 36    |
| 3   | Карлос Ройтеман | 30    |
| 4   | Жак Лафит       | 28    |
| 5   | Рене Арну       | 23    |

| Поз | Конструктор | Точки |
| --- | ----------- | ----- |
| 1   | Уилямс-Форд | 77    |
| 2   | Лижие-Форд  | 51    |
| 3   | Брабам-Форд | 36    |
| 4   | Рено        | 32    |
| 5   | Ероуз-Форд  | 11    |